# Calta
La calta (Caltha palustris) és una herba perenne de la família de les ranunculàcies de molleres, prats molt humits i boscos de ribera dels estatges montà, subalpí i alpí de tota la serralada pirinenca. És una planta tòxica. En català també es coneix com a flor de mal d'ulls, flor de tots mesos, ram de Sant Isidre i viola groga.

## Descripció
És una planta herbàcia, perenne, amb tija erecte que assoleix 3 dm d'alçada de color porpra. Les fulles de color verd fosc són grans, arronyonades i brillants amb un llarg pecíol. Les flors són terminals, es troben a parells i tenen cinc sèpals de color groc intens.

## Propietats
- Antiespasmòdic utilitzat en homeopatia per tractar neuràlgies, migranyes i problemes gastrointestinals.
- S'ha usat el suc de les seves plantes per al tractament de berrugues, encara que amb molta precaució en ser irritant de la pell.

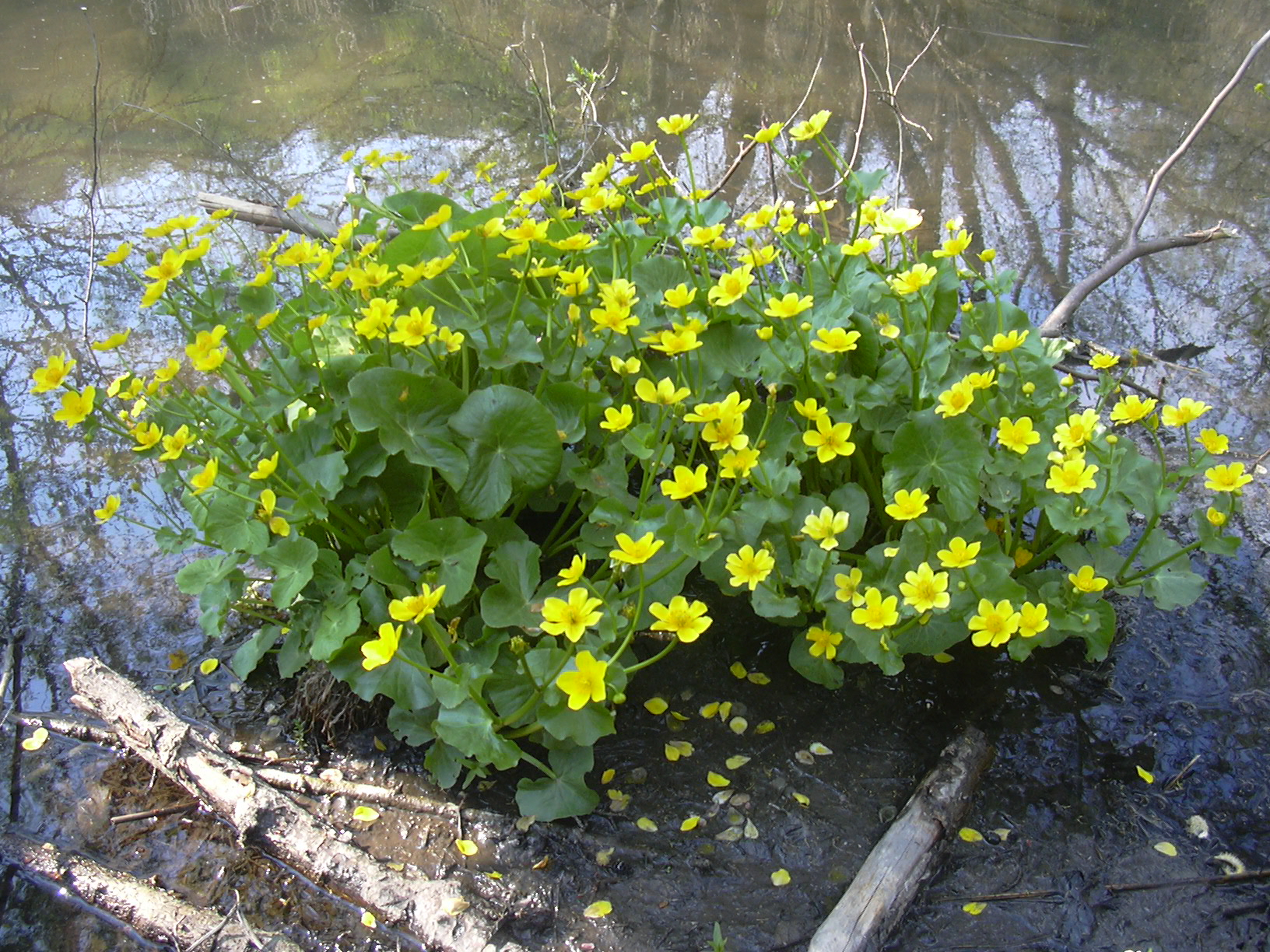
Planta sencera i hàbitat
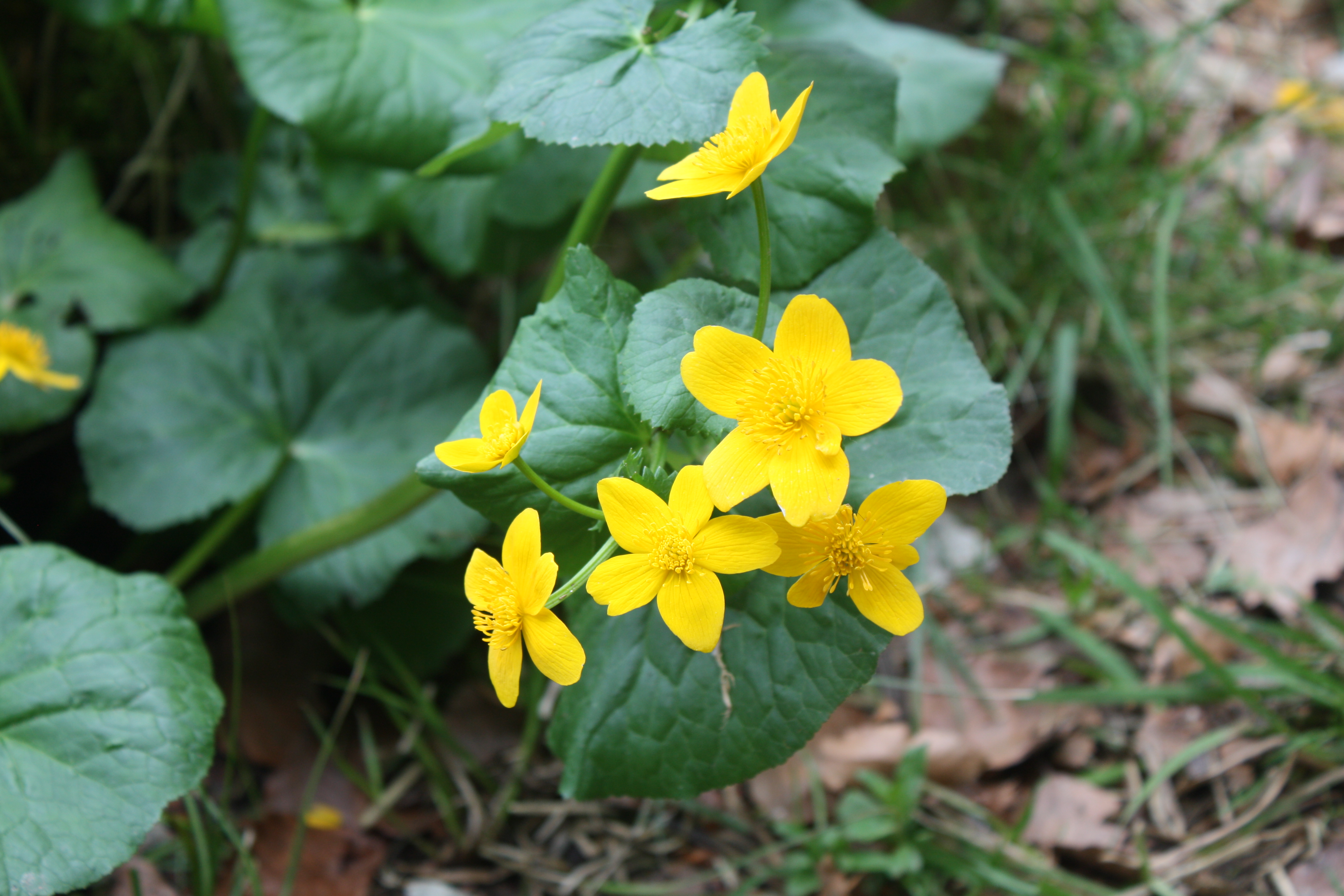
Detall de les fulles
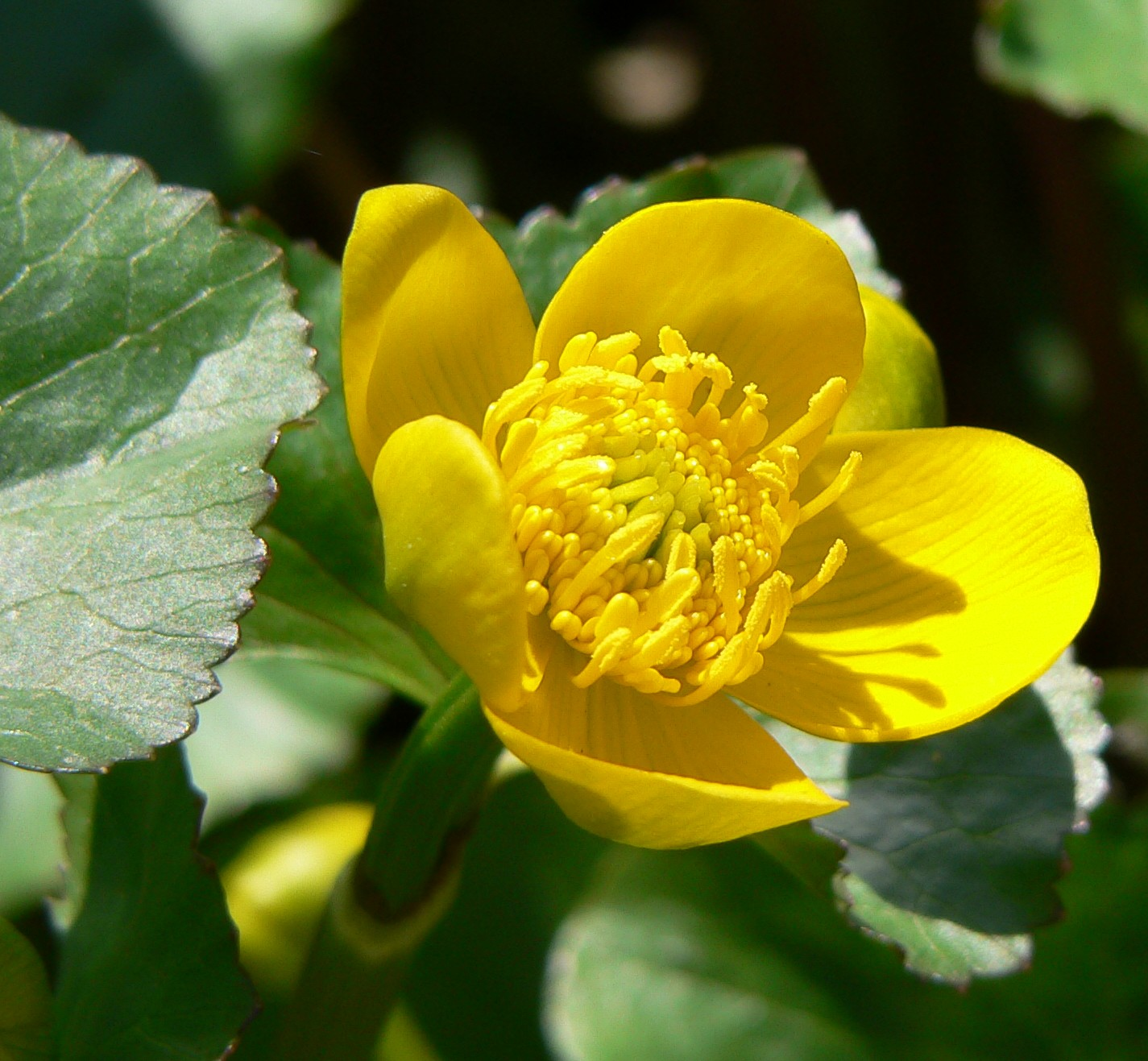
Detall de la flor
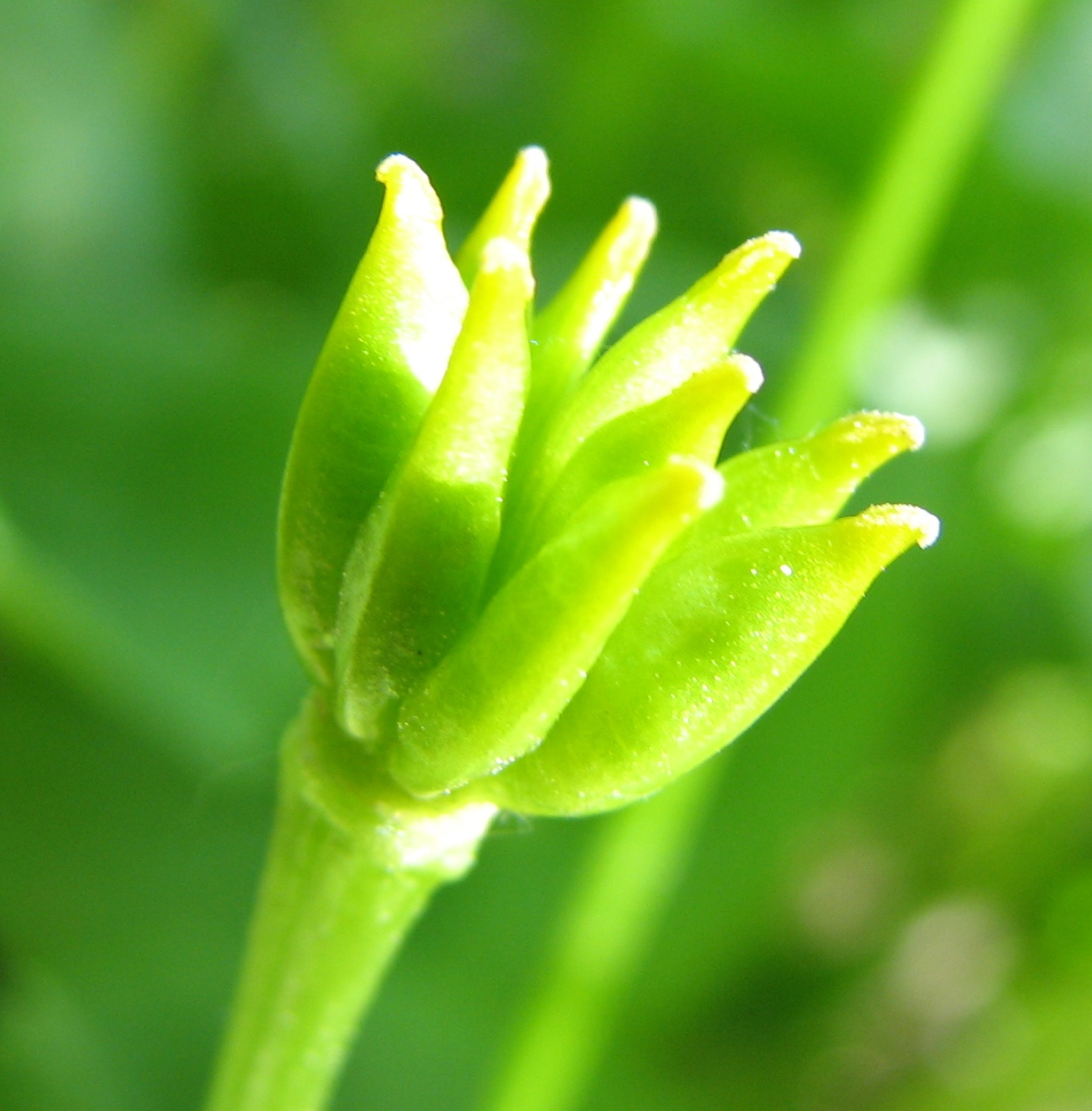
Fruits en poliaqueni
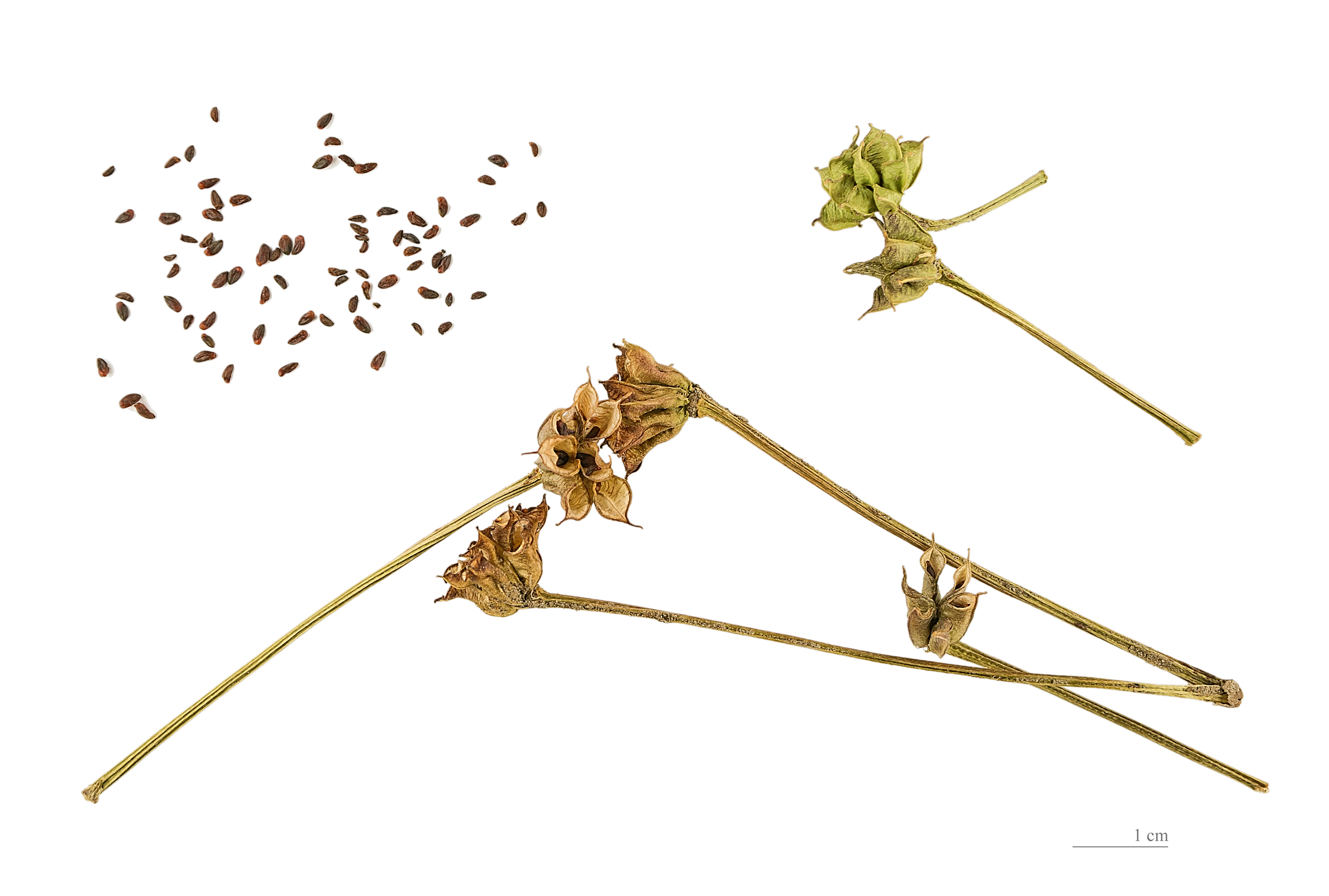
Els fruits madurs i llavors